# (5084) Gnedin
Pour le diplomate et journaliste soviétique, voir Ievgueni Gnedine.
(5084) Gnedin est un astéroïde de la ceinture principale.

## Description
(5084) Gnedin est un astéroïde de la ceinture principale. Il fut découvert le 26 mars 1977 à Naoutchnyï par Nikolaï Tchernykh. Il présente une orbite caractérisée par un demi-grand axe de 3,15 UA, une excentricité de 0,10 et une inclinaison de 7,4° par rapport à l'écliptique.
Il a été nommé d'après l'astrophysicien russe Yurij Nikolaevich Gnedin (1935-).

## Compléments